# Cartallum thoracicum
Cartallum thoracicum är en skalbaggsart som beskrevs av Sharp 1880. Cartallum thoracicum ingår i släktet Cartallum och familjen långhorningar.
Artens utbredningsområde är Iran. Inga underarter finns listade.